# Militära grader i Italienska sociala republiken
Militära grader i Italienska sociala republiken visar tjänstegrader och gradbeteckningar i Salòrepublikens krigsmakt 1944-1945 samt tjänstegradernas motsvarigheter i den svenska krigsmakten vid samma tid.
| Esercito Nazionale Repubblicano ARMÉN            | Marina Nazionale Repubblicana MARINEN          | Aeronautica Nazionale Repubblicana FLYGVAPNET | Guardia Nazionale Repubblicana & Brigate Nere                         | Servizio Ausiliario Femminile LOTTAKÅREN |
| Generalitetet                                    | Generalitetet                                  | Generalitetet                                 | Generalitetet                                                         | Generalitetet                            |
| ------------------------------------------------ | ---------------------------------------------- | --------------------------------------------- | --------------------------------------------------------------------- | ---------------------------------------- |
| Maresciallo d'Italia                             | motsvarande grad saknas                        | motsvarande grad saknas                       | motsvarande grad saknas                                               | motsvarande grad saknas                  |
| Generale d'armata armégeneral                    | motsvarande grad saknas                        | motsvarande grad saknas                       | motsvarande grad saknas                                               | motsvarande grad saknas                  |
| Generale di corpo d'armata general               | Ammiraglio amiral                              | Generale di squadra aerea general             | Generale general                                                      | motsvarande grad saknas                  |
| Generale di divisione generallöjtnant            | Vice ammiraglio viceamiral                     | Generale di divisione aerea generallöjtnant   | Tenente generale generallöjtnant                                      | motsvarande grad saknas                  |
| Generale di brigata generalmajor                 | Contraammiraglio konteramiral                  | Generale di brigata aerea generalmajor        | Maggiore generale generalmajor                                        | Comandante generale                      |
| Regementsofficerare                              |                                                |                                               |                                                                       |                                          |
| Colonnello överste (alpini)                      | Capitano di vascello kommendör                 | Colonnello överste                            | Colonnello överste Comandante di Brigata - Brigate Nere brigadchef    | Vice comandante generale Ispettrice      |
| Tenente colonnello överstelöjtnant (kavalleriet) | Capitano de fregata kommendörkapten            | Tenente colonello överstelöjtnant             | Tenente colonnello överstelöjtnant                                    | motsvarande grad saknas                  |
| Maggiore major (infanteriet)                     | Capitano di corvetta örlogskapten              | Maggiore major                                | Maggiore major Comandante di Battaglione - Brigate Nere bataljonschef | motsvarande grad saknas                  |
| Kompaniofficerare                                |                                                |                                               |                                                                       |                                          |
| Capitano kapten (stridsvagnstrupperna)           | Tenente di vascello kapten                     | Capitano kapten                               | Capitano kapten Comandante di Compagnia - Brigate Nere kompanichef    | Comandante provinciale                   |
| Tenente löjtnant (bersaglieri)                   | Sottotenente di vascello löjtnant              | Tenente löjtnant                              | Tenente löjtnant                                                      | Vice comandante provinciale              |
| Sottotenente fänrik (artilleriet)                | Guardiamarina fänrik                           | Sottotenente fänrik                           | Sottotenente fänrik                                                   | Comandante di gruppo                     |
| Underofficerare                                  |                                                |                                               |                                                                       |                                          |
| Maresciallo maggiore fanjunkare                  | Capo di prima classe flaggunderofficer         | Maresciallo di prima classe fanjunkare        | Primo aiutante fanjunkare                                             | motsvarande grad saknas                  |
| Maresciallo capo --                              | Capo di seconda classe --                      | Maresciallo di seconda classe --              | Aiutante capo --                                                      | motsvarande grad saknas                  |
| Maresciallo ordinario sergeant                   | Capo di terza classe underofficer av 2. graden | Maresciallo di terza classe sergeant          | Aiutante sergeant Comandante di Plotone - Brigate Nere plutonchef     | Capo nucleo                              |
| Underbefäl                                       |                                                |                                               |                                                                       |                                          |
| Sergente maggiore överfurir                      | Secondo capo högbåtsman                        | Sergente maggiore överfurir                   | Brigadiere överfurir                                                  | motsvarande grad saknas                  |
| Sergente furir                                   | Sergente furir                                 | Sergente furir                                | Vice brigadiere furir Comandante di Squadra - Brigate Nere gruppchef  | Vice capo nucleo                         |
| Manskap                                          |                                                |                                               |                                                                       |                                          |
| Caporalmaggiore korpral                          | Sottocapo korpral                              | Primo aviere korpral                          | motsvarande grad saknas                                               | motsvarande grad saknas                  |
| Caporale vicekorpral                             | motsvarande grad saknas                        | Aviere scelto vicekorpral                     | Milite scelto vicekorpral                                             | Ausiliaria scelta                        |
| Appuntato --                                     | Comune di prima classe sjöman 1. klass         | motsvarande grad saknas                       | bar ingen gradbeteckning Milite --                                    | bar ingen gradbeteckning Ausiliaria      |
| bar ingen gradbeteckning Soldato menig           | Comune di seconda classe sjöman 2. klass       | bar ingen gradbeteckning Aviere flygsoldat    | motsvarande grad saknas                                               | motsvarande grad saknas                  |